# Edward Pain
Edward Pain, né le 15 juillet 1925 et mort le 6 janvier 2000, est un rameur d'aviron australien. 

## Carrière
Edward Pain a participé aux Jeux olympiques de 1952 à Helsinki. Il a remporté la médaille de bronze  avec le huit australien composé de Ernest Chapman, Nimrod Greenwood, Mervyn Finlay, Bob Tinning, Phil Cayser, Tom Chessell, David Anderson et Geoff Williamson.